# Julius Wagner (Geograph)
Julius Wagner (* 21. März 1886 in Heldra, Kreis Eschwege; † 6. November 1970 in Frankfurt am Main) war ein deutscher Geograph und Pädagoge.

## Leben

### Familie und Ausbildung
Der evangelisch getaufte Julius Wagner, Sohn des Landwirts Johann Wagner, absolvierte nach seiner Ausbildung zum Volksschullehrer die Mittelschullehrerprüfung. Im Anschluss wandte er sich dem Studium der Geographie, Physik, Chemie, Psychologie und Pädagogik an der Justus-Liebig-Universität Gießen sowie der Universität Frankfurt zu, dort wurde er 1918 zum Dr. rer. nat. promoviert. Im Folgejahr legte er das Staatsexamen in den Fächern Geographie, Physik und Chemie ab, zusätzlich schloss er  die Prüfung für das Lehramt an der höheren Schule ab.
Julius Wagner vermählte sich im Jahre 1924 mit Irmgard geborene Brinkmann. Er verstarb im November des Jahres 1970 im Alter von 84 Jahren in Frankfurt am Main.

### Beruflicher Werdegang
Wagner war während seiner beruflichen Weiterbildung als Volksschullehrer an verschiedenen Orten in Hessen eingesetzt. Im Jahre 1920 übernahm er eine Studienratsstelle an der Helmholtz-Oberrealschule in Frankfurt. Daneben wirkte der später zum Oberstudiendirektor beförderte Wagner als Psychologe und Pädagoge für verschiedene Ausbildungsstätten, beispielsweise von 1921 bis 1930 als Lehrbeauftragter für Jugendkunde an der Universität Frankfurt. 1948 erhielt Julius Wagner eine Professur am Pädagogischen Institut in Weilburg, 1951 wurde er zum Honorarprofessor der Wirtschaftsgeographie an der Universität Frankfurt ernannt, 1964 legte er diese Funktion nieder. Zur gleichen Zeit und in gleichen Räumen lehrte er bei der 1950 gegründeten Akademie für Welthandel (AfW). Dort war er im Fachstudium für Auslandskunde zuständig.
Wagners Engagement galt insbesondere wissenschaftlichen Vereinen sowie Zeitschriften. Julius Wagner gehört zu den 24 Gründungsmitgliedern der am 19. September 1922 in Leipzig gegründeten Deutschen Seismologischen Gesellschaft, der heutigen Deutschen Geophysikalischen Gesellschaft. Er zählte 1947 zu den Wiederbegründern der Frankfurter Geographischen Gesellschaft, deren Vorsitz ihm übertragen wurde. 1949 gründete Wagner die Geographische Rundschau, als deren Herausgeber er bis 1960 fungierte. Ebenfalls 1949 war er an der Neubegründung des Verbands Deutscher Schulgeographen beteiligt, dessen Vorsitz er bis 1960 innehatte. Daran anschließend wurde er zum Ehrenvorsitzenden ernannt.
Julius Wagner, der 1959 zum Ehrenmitglied der Geographische Gesellschaft zu Lübeck, 1961 zum korrespondierenden Mitglied der Österreichischen Geographischen Gesellschaft gewählt wurde, erhielt in Anerkennung seiner Verdienste um die Schulgeographie 1958 die Ehrenplakette der Stadt Frankfurt am Main, 1961 die Goethe-Plakette des Landes Hessen sowie das Verdienstkreuz des Verdienstordens der Bundesrepublik Deutschland verliehen.

## Publikationen (Auswahl)
- Experimentelle Beiträge zur Psychologie des Lesens. Dissertation, Universität Frankfurt, 1918; Barth, Leipzig 1918.
- Pädagogische Jugendkunde mit besonderer Berücksichtigung der Probleme der modernen Pädagogik. Diesterweg, Frankfurt a. M. 1923.
- Pädagogische Wertlehre: Untersuchungen und Betrachtungen zur Lehre vom pädagogischen Wert als Grundlage der Kulturpädagogik. O. Nemnich, Leipzig / München 1924 (Pädagogische Monographien, Band 23).
- Didaktik der Erdkunde. In: Handbuch des Unterrichts an höheren Schulen zur Einführung und Weiterbildung in Einzeldarstellung. Band 8. M. Diesterweg, Frankfurt a. M. 1928.
- Die Auswertung der Spezialkarte im erdkundlichen Unterricht mit besonderer Berücksichtigung der arbeitsschulmäßigen Lehrweise in der Heimatkunde. R. Oldenbourg, München 1929.
- Zahl und graphische Darstellung im Erdkundeunterricht. J. Perthes, Gotha 1931.
- Geographie und Schule. Verlag des Amtes für Landeskunde. Landshut (Bay.) 1950.
- Unser Hessenland : Heimatkundliches Lese- und Arbeitsbuch. Hirschgraben-Verlag, Frankfurt am Main 1950.
- Der erdkundliche Unterricht. In: Handbuch der Mittelschulpädagogik in Einzeldarstellungen. Schroedel, Hannover [u. a.], 1955.
- zusammen mit Ralf Jätzold: Physische Geographie und Nachbarwissenschaften. In: Harms Handbuch der Geographie. 7. Auflage. List, München 1976.